# Konrad Königsberger
Konrad Königsberger (Deggendorf, 22 de fevereiro de 1936 — 4 de outubro de 2005) foi um matemático alemão.
Foi professor de matemática na Universidade de Würzburgo e na Universidade Técnica de Munique. Publicou um livro sobre análise matemática em dois volumes.

## Vida
Königsberger estudou matemática e física de 1954 a 1960 na Universidade de Munique, com doutorado orientado por Karl Stein. Foi depois assistente na Universidade de Munique e na Universidade de Göttingen, trabalhando com Hans Grauert. De 1965 a 1968 foi bolsista da Deutsche Forschungsgemeinschaft na Universidade Estatal de Moscou.
Em 1969 obteve a habilitação na Universidade de Munique, onde passou a ser membro do Conselho Científico em 1970. Três anos depois tornou-se professor ordinário na Universidade de Würzburgo. Em 1975 sucedeu Klaus Samelson na cátedra de análise da Universidade Técnica de Munique, que manteve até aposentar-se em 2002. 

## Obras
- Thetafunktionen und multiplikative automorphe Funktionen zu vorgegebenen Divisoren in komplexen Räumen. In: Mathematische Annalen. Band 148, 1962, S. 147–172.
- Eine Formel für die höheren Homotopiegruppen gewisser 2-dimensionaler komplexer Räume. In: Nachrichten der Akademie der Wissenschaften in Göttingen. Band 4, 1965, S. 42–45.
- Über die Holomorphie-Vollständigkeit lokal trivialer Faserräume. In: Mathematische Annalen. Band 189, 1970, S. 178–194.
- Automorphiesummanden und Cousin-Probleme auf Faserräumen. In: Manuscripta Mathematica. Band 8, 1983, S. 93–109.
- Analysis 1. 6. Auflage. Springer, Berlin 2004.
- Analysis 2. 5. Auflage. Springer, Berlin 2004.